# Ивановское (на реке Юхоть)
В том же сельском округе есть ещё одна деревня Ивановское (на реке Молокша)
Ивановское — деревня в Марковском сельском округе Большесельского сельского поселения Большесельского района Ярославской области. Расположена на реке Юхоть. Код ОКАТО — 78203855016.

## География
Деревня расположена на юго-восток от районного центра, в среднем течении реки Юхоть, на её левоv берегу. Через деревню проходит дорога, связывающая деревни, стоящие на левом берегу Юхоти. На расстоянии около 1 км к северу эта дорога выходит к бывшей деревне Сухарево, а на таком же расстоянии расстоянии к югу к деревне Артёмово. Вдоль дороги следуют небольшие поля, шириной не более 1 км, окруженные лесом .

## Население
По данным статистического сборника «Сельские населенные пункты Ярославской области на 1 января 2007 года», в деревне Ивановское не числится постоянных жителей[уточнить].